# Amt Merenberg
Das Amt Merenberg war ein Nassau-Weilburger Amt mit Sitz in Merenberg. Es war dem Oberamt Weilburg untergeordnet. Das Amt ging im Amt Weilburg auf.
Die Herrschaft Merenberg bildete das Kernland der Familie Merenberg und fiel nach dem Aussterben der Nassau-Weilburg. Es umfasste die Orte Barig, Allendorf, Hasselbach (1/4 Anteil), Hüblingen, Merenberg, Neunkirchen, Reichenborn, Rückershausen und Selbenhausen.
1773 kam es zu einem Gebietstausch (Löhnberger Austauschvertrag) zwischen Nassau-Oranien und Nassau-Weilburg. Hüblingen, Neunkirchen und Rückershausen fielen an Oranien. Im Gegenzug erhielt Nassau-Weilburg die oranischen Anteile am Amt Löhnberg.
Am Ende des HRR 1803 umfasste das Amt daher die Orte Allendorf, Hasselbach (Anteil), Merenberg, Reichenborn und Selbenhausen.